# Santiago Idígoras Bilbao
Idígoras, bürgerlich Santiago Idígoras Bilbao, (* 24. Juli 1953 in Oñati) ist ein ehemaliger spanischer Fußballspieler.

## Karriere

### Vereine
Idígoras spielte von 1972 bis 1974 zunächst für San Sebastián CF, der Zweitvertretung von Real Sociedad San Sebastián. Zur Saison 1974/75 rückte er in die Erste Mannschaft auf, für die er bis Saisonende 1980/81 204 Punktspiele in der Primera División, der höchsten Spielklasse im spanischen Fußball, bestritt und 39 Tore erzielte. Am Ende seiner letzten Saison für den Verein gewann er die Spanische Meisterschaft. Des Weiteren kam er auch in 13 Spielen des Wettbewerbs um den UEFA-Pokal zum Einsatz.
Nach Mexiko gelangt, spielte er in der Saison 1981/82 für den Erstligisten Club Puebla, mit dem er die reguläre Saison als Achtplatzierter abschloss.
Nach Spanien zurückgekehrt, war er eine Saison lang für den Erstligisten FC Valencia aktiv, der nur aufgrund der um neun Tore besseren Differenz gegenüber UD Las Palmas die Spielklasse halten konnte; mit vier Toren in 16 Punktspielen trug er dazu bei.
Seine letzten beiden Saisons war er für Deportivo Alavés in 51 Punktspielen in der seinerzeit drittklassigen Segunda División B aktiv, in denen er elf Tore erzielte.

### Nationalmannschaft
Vor dem olympischen Fußballturnier 1976 kam er zunächst in vier Qualifikationsspielen zum Einsatz, wie auch später in den beiden Spielen der Gruppe A in Montreal gegen die Auswahl Brasiliens, gegen die ihm das Ausgleichstor in der 14. Minute gelang, und der der DDR.
Für die U21-Nationalmannschaft bestritt er 1977 zwei von vier Spielen der Qualifikationsgruppe 7 für die Europameisterschaft 1978, die er mit seiner Mannschaft als Zweitplatzierter hinter der Auswahl Jugoslawiens jedoch verpasste.
Für die A-Nationalmannschaft kam er einzig am 9. Februar 1977 in Dublin beim 1:0-Sieg im Freundschaftsspiel gegen die Nationalmannschaft Irlands mit Einwechslung für Quini zur zweiten Halbzeit zum Einsatz.

## Erfolge
- Spanischer Meister 1981